# Canal Volga-Don

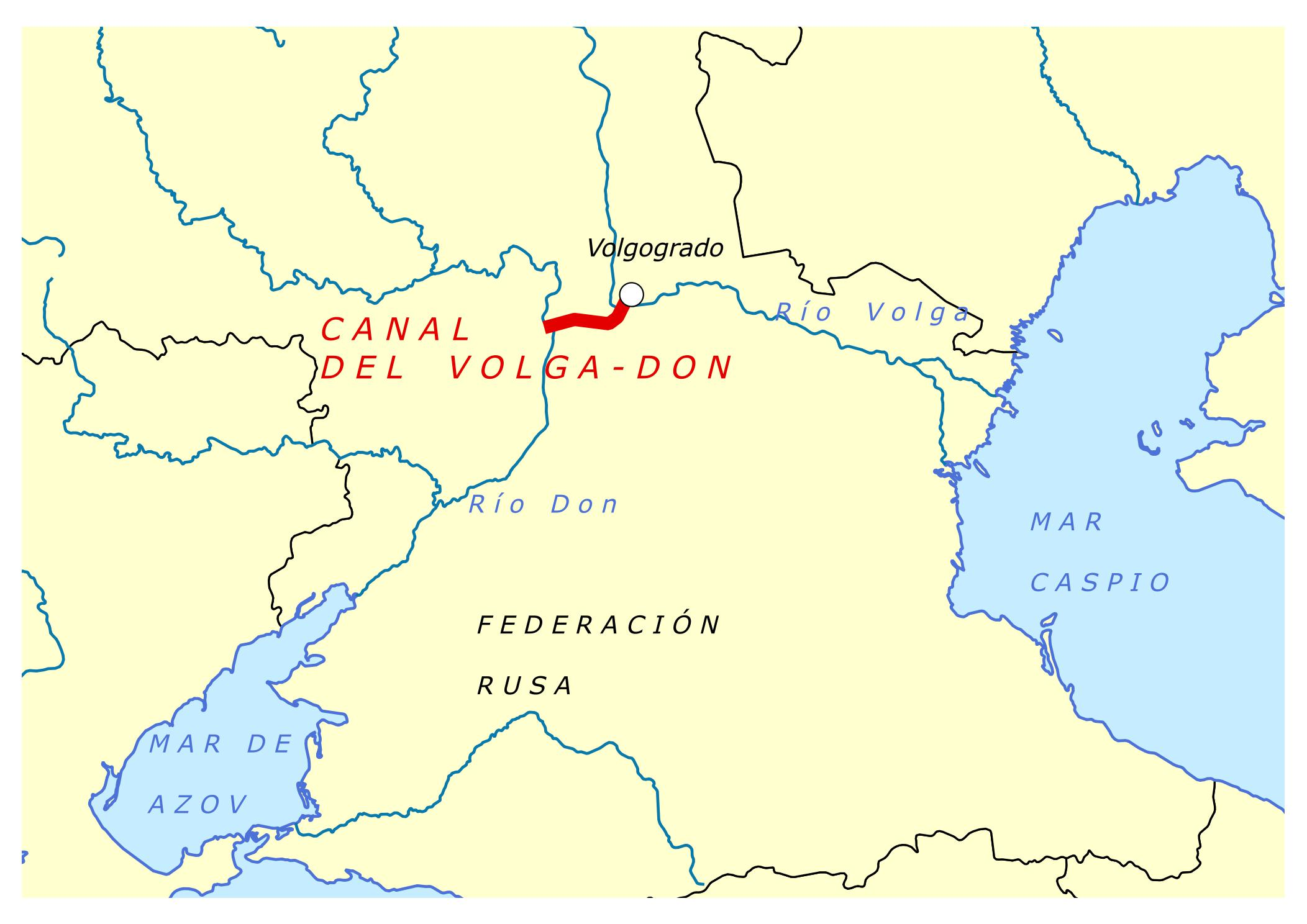
Plano de localización del canal Volga - Don

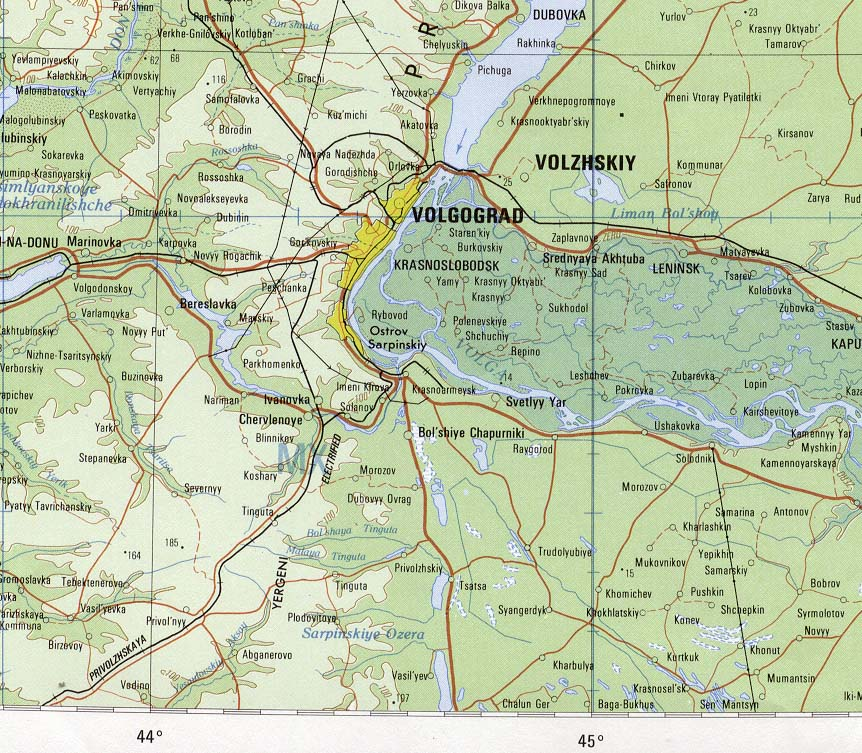
Mapa de la zona donde se encuentra el canal. Este empieza al sur de Volgogrado, cerca de la localidad marcada en el mapa como Krasnoarmeysk, y fluye hacia el oeste y noroeste, terminando en el embalse de Tsimlyansk, cerca de la localidad de Volgodonskoy.

El canal Volga–Don (en ruso: Волго–Донской судоходный канал имени В. И. Ленина, romanizado: Volgo-Donskoy sudojodny kanal ímeni V. I. Lénina, abreviado ВДСК, VDSK) es un canal que conecta el río Volga con el río Don en sus puntos más cercanos.
Esa arteria acuática de 101 kilómetros de longitud, incluido un tramo de 45 kilómetros que pasa por ríos y embalses, permite a los barcos mercantes que transportan cargas de hasta 5.000 toneladas pasar del mar Caspio a través del río Volga al Don, que desemboca en el mar de Azov, con acceso al mar Negro y luego al Mediterráneo. El canal tiene una capacidad para poder transportar anualmente unos 16,5 millones de toneladas.

## Historia
Como el curso bajo del río Don se aproxima al curso bajo del Volga cerca de la actual ciudad de Volgogrado, la idea de conectar los dos ríos por un canal artificial ha tenido una larga historia. El primer registro de trabajos para realizar este canal fue en tiempos de los otomanos, en 1569.

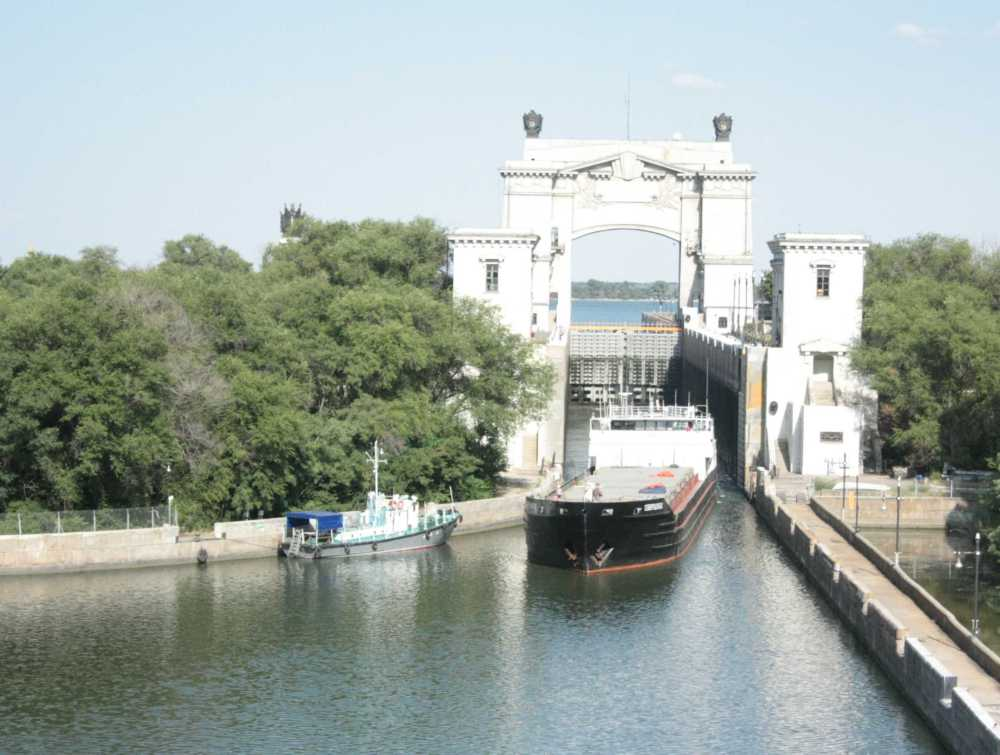
La esclusa número 13 del canal Volga-Don.

Después de la toma de Azov en 1696, Pedro I de Rusia decidió construir el canal pero, a causa de la falta de recursos y de otros problemas, este intento se abandonó en 1701 sin éxito. En 1701, Pedro I inició un segundo intento (el llamado canal Ivánovsky, en Yepifán) bajo la administración del knyaz Matvey Gagarin. En lugar de conectar el curso bajo del río Don con el curso más bajo del Volga, cerca del actual canal, el canal de Ivánovsky conectaba el curso superior del Don en lo que ahora es la óblast de Tula. Entre 1702 y 1707, se construyeron 24 esclusas y, en 1707, pasaron unos 300 barcos por el canal bajo destacables dificultades de navegación. En 1709, debido a las dificultades financieras causadas por la Gran Guerra del Norte, se detuvo el proyecto. En 1711, bajo los términos del tratado del Pruth, Rusia abandonó Azov y Pedro I perdió todo interés en el canal, que fue abandonado y se convirtió en ruinas. A lo largo del tiempo, se propusieron otros proyectos para conectar ambos ríos, pero ninguno fue adoptado.
La construcción actual del canal Volga-Don, diseñada por el Instituto de Proyectos Hídricos Serguéi Yákovlevich Zhuk, empezó antes de la campaña en el frente oriental de la II Guerra Mundial, que fue de 1941 a 1945, lo que interrumpió el proceso. La construcción se realizó entre 1938 y 1952. Fue abierto a la navegación el 1 de junio de 1952. El canal y sus mejoras fueron construidos por prisioneros del GULAG. En 1952, el número de convictos empleados en la construcción llegó a su tope, con 100.000 personas. Un día invertido en la construcción era contabilizado como tres días en prisión, lo que animaba a los presos a trabajar. Algunos convictos fueron premiados con la Orden de la Bandera Roja del Trabajo después de su liberación.
Una vez completado, el canal del Volga-Don se convirtió en una importante vía de comunicación del sistema de transporte fluvial pesado de la zona europea de la Unión Soviética.

## Funcionamiento

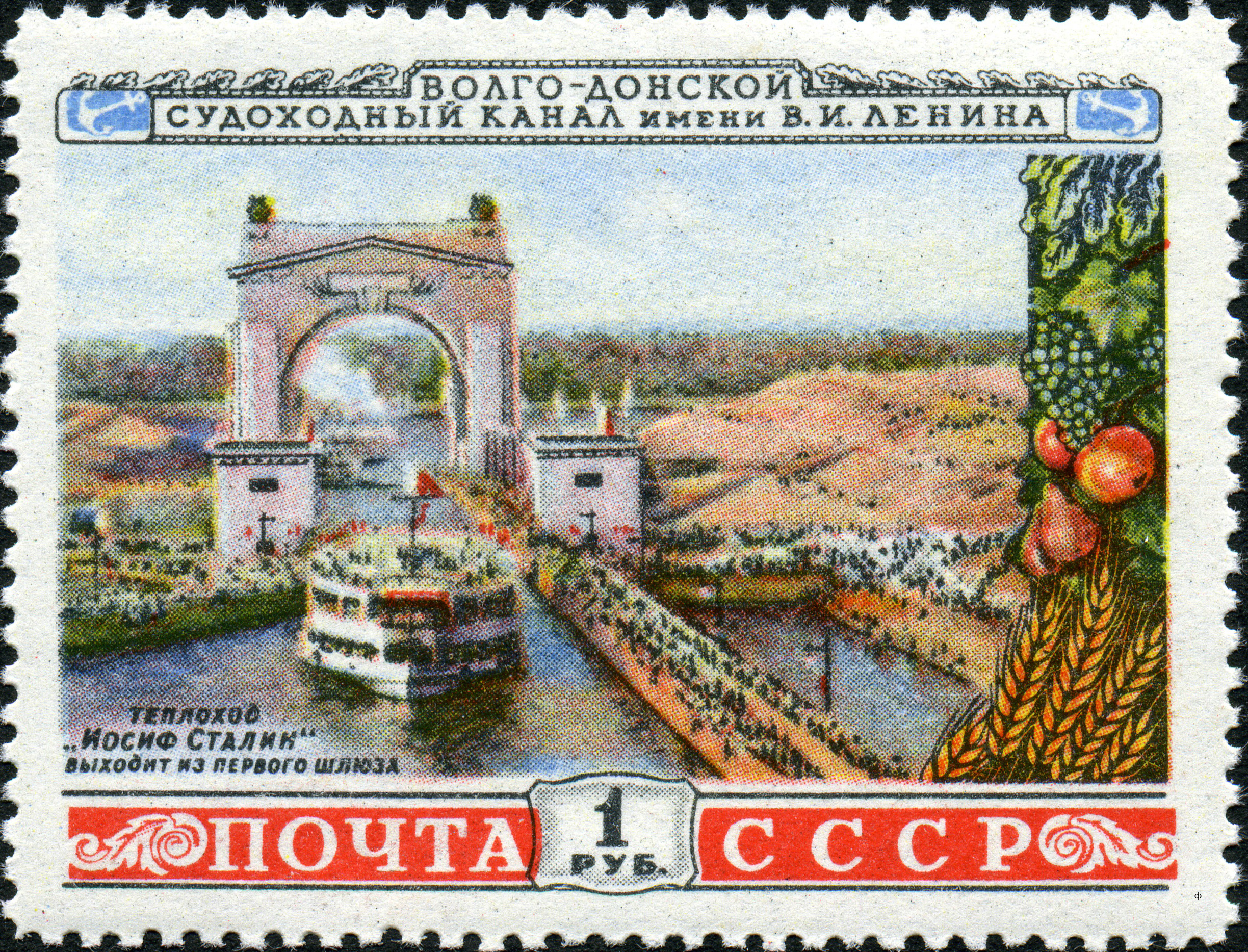
Sello de 1953 de una esclusa del canal de Volga-Don.

El canal empieza en el remanso de Sareptsky en el río Volga (la esclusa n.º 1 se encuentra al sur de Volgogrado, en 48°31′10″N 44°33′10″E / 48.51944, 44.55278) y termina en el embalse del río Don de Tsimliansk, en la localidad de Kalach del Don.
El canal tiene nueve esclusas para salvar el desnivel del río Volga, que deben salvar 88 metros de desnivel ascendente, y cuatro esclusas del mismo tipo para salvar el desnivel del río Don, que permiten a las embarcaciones bajar un desnivel 44 metros. Las dimensiones de las esclusas del canal son menores que las existentes en el río Volga, sin embargo, permiten el paso de embarcaciones de más de 5.000 toneladas de capacidad de carga. Las esclusas más pequeñas miden 145 metros de longitud, 17 metros de ancho y 3,6 metros de profundidad, lo que hace que el tamaño máximo de las embarcaciones sea de 140 metros de largo, 16,6 metros de ancho y 3,5 metros de profundidad (el "Volgo-Don Max Class").
El canal del Volga-Don toma el agua del río Don, que es bombeada al canal por tres potentes estaciones de bombeo. Esta agua es también usada con fines agrícolas.
Entre los distintos cargamentos que se suelen transportar desde la región del Don a la del Volga se incluye carbón desde Donetsk, materiales de construcción y grano. Desde la región del Volga se suele transportar a la del Don, madera, pirita y productos derivados del petróleo. Existen barcos turísticos que realizan el trayecto en ambos sentidos.
El canal del Volga-Don, junto al sistema de ingeniería hidráulica de Tsimlyansk, representa un único conjunto arquitectónico e ingenieril estalinista, dedicado a las batallas de Tsaritsyn, perteneciente a la guerra civil rusa, y de Stalingrado, de la II Guerra Mundial. Su arquitecto principal fue Leonid Polyakov, autor asimismo de uno de los siete rascacielos de Stalin en Moscú, el hotel Leningrado. El compositor ruso de música clásica Serguéi Prokófiev escribió el poema sinfónico El encuentro del Volga y el Don para celebrar su finalización.
De acuerdo con la Frontera Marítima (Morskaya Kolléguiya) del Gobierno Ruso, en 2004 se transportaron 10,9 millones de toneladas por el canal de Volga-Don.
Una fuente alternativa (no necesariamente comparable) establece que en 2006 se transportaron unas 8,05 millones de toneladas por el canal. La mayoría de esa carga fue transportada desde el este al oeste: numéricamente, se transportaron 7,20 millones de toneladas por el canal del Volga/Caspio al Don/Mar de Azov/Mar Negro, y solamente 0,85 millones de toneladas en la dirección opuesta. La mitad de toda la carga era petróleo o productos derivados del petróleo (4,14 millones de toneladas), botada sobre todo desde la región del mar Caspio.
En 2007 se anunció que en los primeros 55 años de operaciones del canal han pasado 450,000 embarcaciones portando 336 millones de toneladas de carga. El volumen reciente ha estado en las 12 millones de toneladas al año.

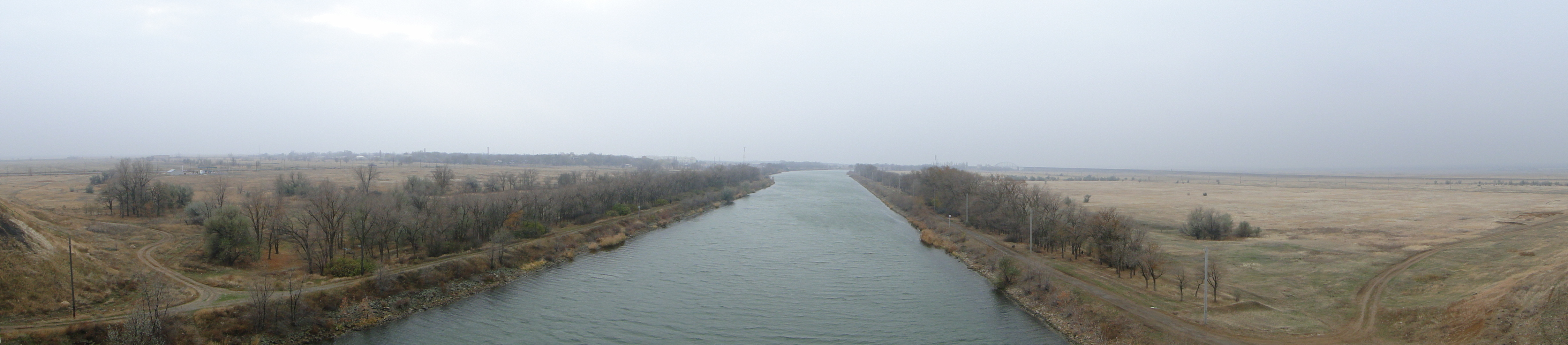
Panorámica del canal.

## Futuro del canal
En la década de 1980, empezó la construcción de un segundo canal entre el Volga y el Don. El nuevo canal, apodado Volga-Don 2 en ruso: Волго-Дон 2, romanizado: Volgo–Don 2 48°56′37″N 44°30′25″E / 48.94361, 44.50694) empezaría desde el municipio de Yerzovka, en el embalse de Volgogrado, al norte (aguas arriba) de la presa de Volga, a diferencia del canal Volga-Don ya existente, que comienza al sur (aguas abajo) de la presa. Este canal reduciría el número de esclusas que tendrían que atravesar los barcos que fueran desde la presa de Volgogrado -o de algún otro puerto del Volga o del Kama, más al norte- en su camino hacia el Don. El proyecto fue cancelado de forma abrupta el 1 de agosto de 1990 debido a consideraciones financieras, aunque por entonces más del 40% de los fondos asignados ya se habían gastado. Desde entonces, la mayoría de la piedra y del metal del canal abandonado y de sus esclusas ha sido retirado.
Del 2007 al 2008, las autoridades rusas han considerado dos opciones para incrementar el rendimiento de las vías navegables entre la cuenca del mar Caspio y la del mar Negro. Una opción, que ha recibido de nuevo el nombre de Volga-Don 2, es construir un segundo canal paralelo al canal de Volga-Don, equipado con esclusas más grandes, de 300 metros de largo. Este plan permitiría aumentar la carga anual para pasar de las 16,5 millones de toneladas a las 30 millones de toneladas. La otra opción, que ha recibido más apoyo de Kazajistán (que sería el principal cliente de ambos canales), es construir el llamado canal de Eurasia, a lo largo de una ruta más al sur, por la depresión de Kumá–Mánych. Algunas secciones de este canal pasarían por algunas partes del ya existente canal Kumá-Mánych, que es mucho menos profundo. Aunque la segunda opción requiere cavar un canal más largo que el Volga-Don, y podría ser de menor utilidad para las embarcaciones que vinieran del Volga, podría proporcionar una conexión más directa entre el mar Caspio y el mar de Azov. El canal de Eurasia podría requerir también menos esclusas que el Volga-Don, porque las elevaciones en la depresión de Kumá–Mánych son menores que el área del Volga-Don.